# Teorias conspiratórias judaicas
A conspiração judaica é uma teoria da conspiração, que atribui aos judeus a intenção de dominar o mundo. Refletem um sentimento ou uma ideologia antissemita e servem como propaganda antijudaica.

## Descrição
A partir do século XIX, os autores conspiracionistas combinam o judaismo e a Maçonaria sob o termo polêmico "judaico-maçônico".
É particularmente consagrado pelos Os Protocolos dos Sábios de Sião, uma falsificação engendrada a partir de trechos de obras de ficção. Segundo seus primeiros disseminadores, "Os Protocolos dos Sábios de Sião" seriam uma série de documentos que "provariam" supostos planos de dominação judaica da política mundial. A obra foi tida como verdadeira até a década de 1920, quando pesquisadores europeus provaram que o livro tinha se baseado em outros livros, todos ficcionais.
Desenvolvida novamente no Mein Kampf, esta teoria recuperou a popularidade na Europa durante os anos de crise. Dez anos depois, a solução final seria implementada.
Na época, essa teoria seria utilizada tanto pela direita (à época a direita, fortemente nacionalista odeia o judeu apátrida, o judeu é associado com os bolcheviques sob o termo "judaico-bolchevique") quanto pela esquerda (o judeu, acusado de participação no capital é equiparado ao capitalista).
A teoria atualmente desfruta de popularidade no Oriente Médio, mas sua existência seria mantida no Ocidente.

## Diferentes teorias da conspiração judaicas

### Século XIX
Goedesche Hermann, um oficial alemão e ensaísta, escreveu sob o pseudônimo de "Sir John Retcliffe" (às vezes escrito como "Sir John Readcliffe") o romance Biarritz, onde há um capítulo chamado No cemitério judeu de Praga. Este capítulo descreve um discurso do rabino Eichhorn ou Reichhorn e revela uma conspiração judaica contra a civilização europeia em geral. Embora façam parte de uma novela, foi impresso separadamente como panfleto antissemita na Rússia em 1872. Ele pode ser visto como um precursor dos Protocolos dos sabios de sião, também tendo sido publicado, por vezes, como um complemento às edições desses "protocolos".

### Século XX
O ensaísta e jornalista britânico Douglas Reed desenvolveu uma teoria da conspiração judaica em seu livro A Controvérsia de Sião, na qual explica que os judeus instrumentalizaram as duas guerras mundiais e preparam uma terceira a fim de instalar um governo mundial sob controle judaico.

### Negação do Genocídio Judeu
A negação do genocídio judeu, implica que os judeus controlam o governo, os historiadores, os sistemas legais (para assim, serem capaz de propagarem suas mentiras sobre o Holocausto judeu)